# Tramlijn Krooswijk - Goudswaard
De tramlijn Krooswijk - Goudswaard was een tramlijn in de Hoeksche Waard. Vanuit Krooswijk liep de lijn via Oud-Beijerland, Nieuw-Beijerland en Piershil naar Goudswaard.

## Geschiedenis
In 1898 werd het gedeelte tussen Krooswijk en Oud-Beijerland door de Rotterdamsche Tramweg Maatschappij geopend, gevolgd door het gedeelte Oud-Beijerland - Goudswaard in 1903. De lijn is in 1956 stilgelegd en in 1957 opgebroken.

## Restanten
Van de lijn is weinig meer terug te vinden op het eiland, door ruilverkaveling is het tracé goeddeels verdwenen. De baan lag vaak gewoon naast de wegen, zoals de Molendijk en de Stougjesdijk/Steegjesdijk. In Nieuw-Beijerland is er een pad dat Tramlijn heet. In Oud-Beijerland is er een aandenken aangelegd tussen de Oostdijk en de Scheepmakershaven(krappe doorgang die ook Oostdijk heet). Bij Goudswaard is de voormalige busgarage nog aanwezig, die op de fundering van de tramremise staat.

### Bron
- Inventarisatie-RTM.pdf. (2008-2011, gecontroleerd in februari 2023)